# 장다경
장다경(본명: 장은아, 1987년 3월 26일 ~ )은 대한민국의 배우다.

## 학력
- 경기여자고등학교
- 중앙대학교 연극영화과 휴학

## 출연 작품

### 드라마
- 《블랙독》 (tvN, 2019년 ~ 2020년) - 심기주 역
- 《KBS 드라마 스페셜 - 집우집주》 (KBS2, 2019년)
- 《엄마의 정원》 (MBC, 2014년) - 신입 수의사 역
- 《귀신 보는 형사 처용》 (OCN, 2014년)
- 《미래의 선택》 (KBS2, 2013년) - 아나운서 역
- 《가족의 탄생》 (SBS, 2012년)
- 《한반도 》 (TV조선, 2012년) - 오현진 역
- 《불굴의 며느리》 (MBC, 2011년)

### 영화
- 《너의 결혼식》 (2018년) - 포토그래퍼 역
- 《대배우》 (2016년) - 엄마 2 역
- 《더 폰》 (2015년) - 머리 긴 여자 역
- 《나의 사랑 나의 신부》 (2014년) - 은정 역
- 《피해자들》 (2014년) - 가인 역
- 《회사원》 (2012년) - 서민희 대리 역
- 《너는 펫》 (2011년) - 뮤지컬배우 1 역
- 《오직 그대만》 (2011년) - 텔레마케터 2 역
- 《최종병기 활》 (2011년) - 기생 1 역
- 《로맨틱 헤븐》 (2011년) - 환자 1 역
- 《글러브》 (2010년) - 정희 역
- 《시라노; 연애조작단》 (2010년) - 프로포즈여 역
- 《눈에는 눈 이에는 이》 (2008년) - 관광객들 역

### 뮤지컬
- 《루나틱》 (2016년)
- 《오당사이잠든사이에》 (2015년)
- 《내 마음의 풍금》 (2008년) - 최홍연 역

### 연극
- 《별쏘다》 (2016년) - 세정 역
- 《느릅나무아래욕망》 (2016년) - 에비 역

## 광고
- 스트렙실